# Kajasgrundet
Kajasgrundet är en halvö i Finland. Den ligger i sjön Byrkholmsfjärden och i kommunen Kronoby i den ekonomiska regionen  Jakobstadsregionen  och landskapet Österbotten, i den centrala delen av landet, 400 km norr om huvudstaden Helsingfors.